# Delfstrahuizen
Delfstrahuizen – wieś w Holandii, w prowincji Fryzja, w gminie De Fryske Marren, nad jeziorem Tjeukemeer. W 2023 roku wieś liczyła 485 mieszkańców.